# Erich von Schrötter
Erich Schrötter, bis 1919 Ritter von Kristelli, in den Vereinigten Staaten Eric von Schroetter (* 17. Juni 1885 in Kiefersfelden; † 1. Mai 1946 in Chicago) war ein österreichisch-US-amerikanischer Jurist und Schriftsteller.

## Leben
Schrötter war ein Sohn des Malers Alfred Schrötter von Kristelli, der Maler Hans Schrötter von Kristelli war sein Bruder. Er wuchs in München, Dachau und in Kroisbach bei Graz auf. Am 22. Dezember 1919 heiratete er die Grafikerin Mara Schrötter-Malliczky, das Ehepaar übersiedelte 1925 in die Vereinigten Staaten, wo Schrötter 1931 eingebürgert wurde. Er starb 1946 und wurde am Oak Woods Cemetery in Chicago beerdigt.
Er schrieb Novellen, Märchen und Skizzen für literarische Zeitschriften, zum Teil wird er als Kunsthistoriker bezeichnet. In den USA arbeitete er als Deutschlehrer an Universitäten in Illinois.

## Werke
- Österreicher. Literarische Essays. Graeser, Wien 1909.